# Chacoaco
Chacoaco är en ort i Mexiko.   Den ligger i kommunen Tuxpan och delstaten Veracruz, i den sydöstra delen av landet, 250 km nordost om huvudstaden Mexico City. Chacoaco ligger 16 meter över havet och antalet invånare är 562.
Terrängen runt Chacoaco är platt. Runt Chacoaco är det ganska tätbefolkat, med 160 invånare per kvadratkilometer. Närmaste större samhälle är Tuxpan de Rodríguez Cano, 7,2 km nordväst om Chacoaco. Trakten runt Chacoaco består till största delen av jordbruksmark.